# 八幡站 (福岡縣)
八幡站（日语：／ Yahata eki */?）是位於福岡縣北九州市八幡東區西本町三丁目，九州旅客鐵道（JR九州）的鹿兒島本線車站。車站編號為JA22。

## 歷史
- 1902年（明治35年）12月27日：九州鐵道（第一代）車站啟用[2]。
- 1907年（明治40年）7月1日：九州鐵道（第一代）國有化，成為帝國鐵道廳車站。
- 1955年（昭和30年）8月1日：車站大樓遷移[2]。新車站大樓舉行落成儀式[2]。車站向西遷移約1公里（營業距離為1.1公里），枝光至八幡站之間距離由2.1公里增至3.2公里，八幡至黑崎站之間距離由3.8公里減至2.7公里。
- 1987年（昭和62年）4月1日：伴隨國鐵分割民營化，車站由九州旅客鐵道（JR九州）營運。
- 2008年（平成20年）3月1日：八幡站大廈開幕[2]。
- 2009年（平成21年）3月1日：此站可以使用IC卡「SUGOCA」[3]。

## 車站構造
車站是一座位於路堤上的高架車站，設有2面4線的島式月台。路軌、月台與車站大樓均高架化，而在前往北出口的公眾通道位於路堤下。而站前道路與站前廣場（南出口）與月台同一高度，因此在外觀上不會看似是在路堤上，另外在站前廣場下設有國道3號的行車隧道。在北出口一方可看見路軌與月台是在路堤上。月台與地下通通、地下通道與車站大站之間設有升降機連接。
此站是由JR九州服務支援管理的業務委託車站，設有綠色窗口和自動閘機。車站可以使用「SUGOCA」IC卡。
舊車站大樓於1955年建成，使用超過50年後開始老化，最後在2007年1月拆毀並重建新車站大樓。在這期間，車站事務所、售票機與閘口由原本車站大樓遷移至西邊的臨時車站大樓。在11月1日，新車站大樓開幕，在新大樓內開設JR九州集團的TRANDOR（麵包店）與JR九州子公司的藥品11。新車站大樓樓高5層，第2至5層為多層停車場。在2008年3月1日正式啟用。
舊車站大樓中曾設有北九州市立自然史博物館，使此站也曾名為「設有博物館的車站」，直至在2002年11月3日博物館進行遷移。

### 月台
| 月台 | 路線       | 上下行 | 方向           |
| ---- | ---------- | ------ | -------------- |
| 1・2 | 鹿兒島本線 | 下行   | 黑崎、博多方向 |
| 3・4 | 鹿兒島本線 | 上行   | 小倉、下關方向 |

- 快速、準快速、普通停站。另外，早上部分前往博多方向的特急列車，晚上部分前往小倉方向的特急列車均停站。
- 2、3號月台為待避線，普通、快速列車會在此待避優等列車。

## 車站便當
此站的車站便當由東筑軒製作與販賣（於車站大樓內販賣）。主要設有以下車站便當：
- 雞鬆三色飯便當（日语：かしわめし弁当）
- 雞鬆三色飯折尾
- 大名道中駕籠
- 姬華飾物

## 使用狀況
在2018年（平成30年）度，1日平均乘車人次為6,685人。在JR九州車站中排名第28，謹次於下曾根站。
根據JR九州和北九州市的數據，以下是近年1日平均乘車人次列表：
| 年度   | 1日平均 乘車人次 |
| ------ | ---------------- |
| 2000年 | 8,554            |
| 2001年 | 8,606            |
| 2002年 | 7,659            |
| 2003年 | 7,465            |
| 2004年 | 7,454            |
| 2005年 | 7,227            |
| 2006年 | 7,327            |
| 2007年 | 7,178            |
| 2008年 | 7,118            |
| 2009年 | 6,853            |
| 2010年 | 6,936            |
| 2011年 | 6,996            |
| 2012年 | 6,955            |
| 2013年 | 6,953            |
| 2014年 | 6,670            |
| 2015年 | 6,703            |
| 2016年 | 6,745            |
| 2017年 | 6,761            |
| 2018年 | 6,685            |

## 車站周邊
車站前設有西鐵巴士路線。在車站南邊約100米的設有國道3號的行車隧道，與鹿兒島本線並行，在行車隧道之上為站前迴旋路。車站北邊設有北九州高速道路東田出入口。
相比鄰站黑崎站，此站的商業設施密度較低。車站南邊，車站附近街道在舊八幡市時代起已經是「文化據點」，同時周邊設有市立醫院、市民會館、市立圖書館、武道場、大學、國際村交流中心。
在1990年代以後，進行了八幡站前市區再開發項目，開始建設高層公寓，另外「花園商場八幡」也在該時期開幕。該再開發大廈內進駐了商店和餐廳。
車站北邊為新日本製鐵（新日鐵）八幡製鐵所的用地，但是由於用地縮小，騰出的空間開始進行再開發項目，開設了大型商業設施。
2008年起，在前田祇園山笠時車站內會有表演。

### 車站內
- 多層停車場（非自動式）（可容納330台車，設有月租和時租泊位）
- 藥品11（日语：ドラッグイレブン）
- TRANDOR（日语：トランドール）
- FamilyMart
- 西鐵巴士北九州（日语：西鉄バス北九州）巴士總站
- 魚民（日语：魚民）八幡站店

### 車站周邊

#### 南出口
- 薩瓦比花園購物中心八幡
- 北九州八幡東醫院
- 北九州市立八幡醫院（日语：北九州市立八幡病院）
  - 重症監護中心（日语：救命救急センター）
- 九州健康綜合中心
- 北九州市立八幡東柔劍道場
- 北九州市立八幡市民會館（日语：八幡市民会館）
- 北九州市立尾倉中學
- 北九州市立國際村交流中心
- 北九州市立響會堂（日语：北九州市立響ホール）
- 國際協力機構 九州國際中心
- 福岡響信用金庫（日语：福岡ひびき信用金庫）總店
- 西日本都市銀行八幡站前分店
- NTT西日本（日语：西日本電信電話）My Line中心（八幡大廈）
- 九州電力配電事業所（八幡營業所）
- 現代美術中心、CCA北九州（日语：CCA北九州）
- 九州國際大學
- 北九州市立桃園球場（日语：北九州市立桃園球場）
- 皿倉山[2]
  - 皿倉山纜車山麓站[2]
- 千草酒店
- 紅甘藍八幡站前店

#### 北出口
- 新日鐵住金八幡製鐵所洞岡門（八幡地區）
- 北九州電信中心
- Kojima（日语：コジマ）×BIC CAMERA八幡店
- 超級中心Trial（日语：トライアル）八幡東田店
- Mr Max（日语：ミスターマックス）八幡東店
- NAFCO（日语：ナフコ (ホームセンター)）八幡東店
- 西日本產業衛生會 八幡健診廣場
- HOTEL AZ北九州八幡店
- 漁具點（日语：タカミヤ (福岡県)）八幡本店

## 西鐵北九州線八幡站前停留場（廢止）
在八幡駅南方的舊電車通上，曾經設有西日本鐵道北九州線的八幡站前停留場。在1955年（昭和30年）8月八幡站遷移前，最近的電車站是春之町停留場。隨著八幡站遷移，在1955年（昭和30年）8月於新站附近的電車通上也新設了八幡站前停留場。在1992年（平成4年）10月25日，北九州線砂津至黑崎站前之間廢止。
在電車站構造方面，上下行線均為設於安全島上的乘車處，為2面2線的構造。在上下行線之間設有渡線，該渡線用作筑豐電氣直通車輛折返之用。在1985年（昭和60年）10月北九州線路線縮小前，筑豐電鐵直通車輛會從黑崎站前前往此站，再向砂津、戶畑方向運行，在路線規模縮小後，直通車東邊最遠只會停此停留場。由於此站至黑崎站之間的路線容量有限，直通班次多會在早上繁忙時間運行，直至1992年北九州線部分區間廢止為止。

## 相鄰車站
九州旅客鐵道
鹿兒島本線
- 部分特急「音速」「閃耀」停車站

■快速
戶畑（JA25）－八幡（JA22）－黑崎（JA21）
■區間快速
戶畑（JA25）－（部分停空間世界（JA23））－八幡（JA22）－黑崎（JA21）
■普通
空間世界（JA23）－八幡（JA22）－黑崎（JA21）

## 注腳
1. 1 2 3  . JR九州服務支援株式會社.   [2019-07-14]. （原始内容存档于2019-07-13）.
2. 1 2 3 4 5 6 7 8 9 10 11 12  . 週刊JR全駅・全車両基地 (朝日新聞出版). 2012-09-23, (07): 20.
3. ↑  . 交通新聞 (交通新聞社). 2009-03-03: 1.
4. ↑  . JR時刻表 (交通新聞社). 2017, (2017年3月號): 393.
5. ↑   (PDF). 九州旅客鐵道.   [2018-07-13]. （原始内容存档 (PDF)于2019-12-06）.
6. ↑  數據北九州（運輸・通信） JR上下車人次
7. ↑  八幡駅前地区（1） （页面存档备份，存于）（北九州市官方網站，2013年3月8日參閲）
8. 1 2 3  奈良崎博保 『福岡・北九州 市内電車が走った街 今昔』 JTB出版，2002年4月，ISBN 4-533-04207-4，p.126-127

## 外部連結
- 八幡（車站資訊） - 九州旅客鐵道